# CopyTrans
CopyTrans es una Aplicación informática desarrollada por WindSolutions SÀRL destinada a la transferencia de canciones del iPod e iPhone al computador Windows.
Este software fue uno de los primeros en copiar los datos musicales de un iPod e importarlos a un computador. La primera versión de CopyTrans (anteriormente conocida como CopyPod) fue publicada en junio de 2004. Desde entonces, ha sido actualizanda periódicamente. Actualmente se encuentra en la versión v2.62.

## Descripción
CopyTrans transfiere automáticamente las canciones, los videos, pódcast y audiolibros de un iPod, iPodTouch o iPhone a iTunes. Igualmente, importa metadatos importantes tales que listas de reproducciones, conteos, calificaciones, en el mismo orden y categoría que se encontraban anteriormente. Dicho proceso es automático. Por otra parte, esta aplicación permite realizar una copia de respaldo del iPod en un PC, disco externo, CD o DVD, así como reconstituir una biblioteca iTunes vacía directamente desde el iPod.Transferir contenido del iPod al ordenador
Compatible con el sistema operativo Windows XP y Windows Vista.